# Horse Assisted Leadership Training
Horse Assisted Leadership Training eller Equine Assisted Leadership Training är en ledarskapsutbildning som använder hästar. Grunden för utbildningen är att hästen, som är ett socialt djur, ger omedelbar feedback på ledarens beteende. Träningen ger därmed en möjlighet att utveckla den egna icke-verbala kommunikationen och att träna förmågan att uppfatta icke-verbal kommunikation från andra. 